# Ирвинг (Техас)
И́рвинг (англ. Irving) — город, расположенный в штате Техас (США), примерно в 19 км западнее Далласа. Ирвинг находится в округе Даллас. Согласно Бюро переписи населения США, по переписи 2010 года население Ирвинга составляло 216 290 человек (по оценке на 1 июля 2013 года — 228 653 человека). Среди городов Техаса Ирвинг находится на 13-м месте по количеству жителей. Ирвинг принадлежит к агломерации Даллас — Форт-Уэрт — Арлингтон.
Ирвинг включает в себя район Лас-Колинас, который был одним из первых районов комплексной планировки в США, площадью примерно 49 км². Там находятся офисы многих известных компаний. На одной из площадей находится известная скульптура «Мустанги Лас-Колинаса», которая считается самой большой скульптурной группой лошадей в мире. В Лас-Колинасе также находится новый Ирвингский конференц-центр в Лас-Колинасе, открытие которого состоялось в 2011 году.
На западной окраине Ирвинга находится Международный аэропорт Даллас/Форт-Уэрт.

## История
Историю Ирвинга можно отсчитывать от первого поселения Горбит (варианты: Горбетт, Торбит — англ. Gorbit, Gorbett, Torbit), в котором с 1889 по 1894 год находился почтовый офис. В 1894 году поселение было переименовано в Кит (англ. Kit) и оно было передвинуто на другое место, где в то время планировалась прокладка железной дороги. В окончательном варианте железнодорожные пути были проложены в стороне от первоначального плана. В результате в 1902 году Джулиус Отто Шульце (Julius Otto Schulze) и Отис Браун (Otis Brown) предложили третье место, вместе с новым названием Ирвинг — предположительно, в честь Вашингтона Ирвинга (1783—1859), который был любимым писателем Нетты Баркус Браун (Netta Barcus Brown), жены Брауна. Официально датой образования Ирвинга считается 1903 год, а в 1904 году туда переместился почтовый офис. Ирвинг был официально признан городом 14 апреля 1914 года, а Отис Браун стал его первым мэром.

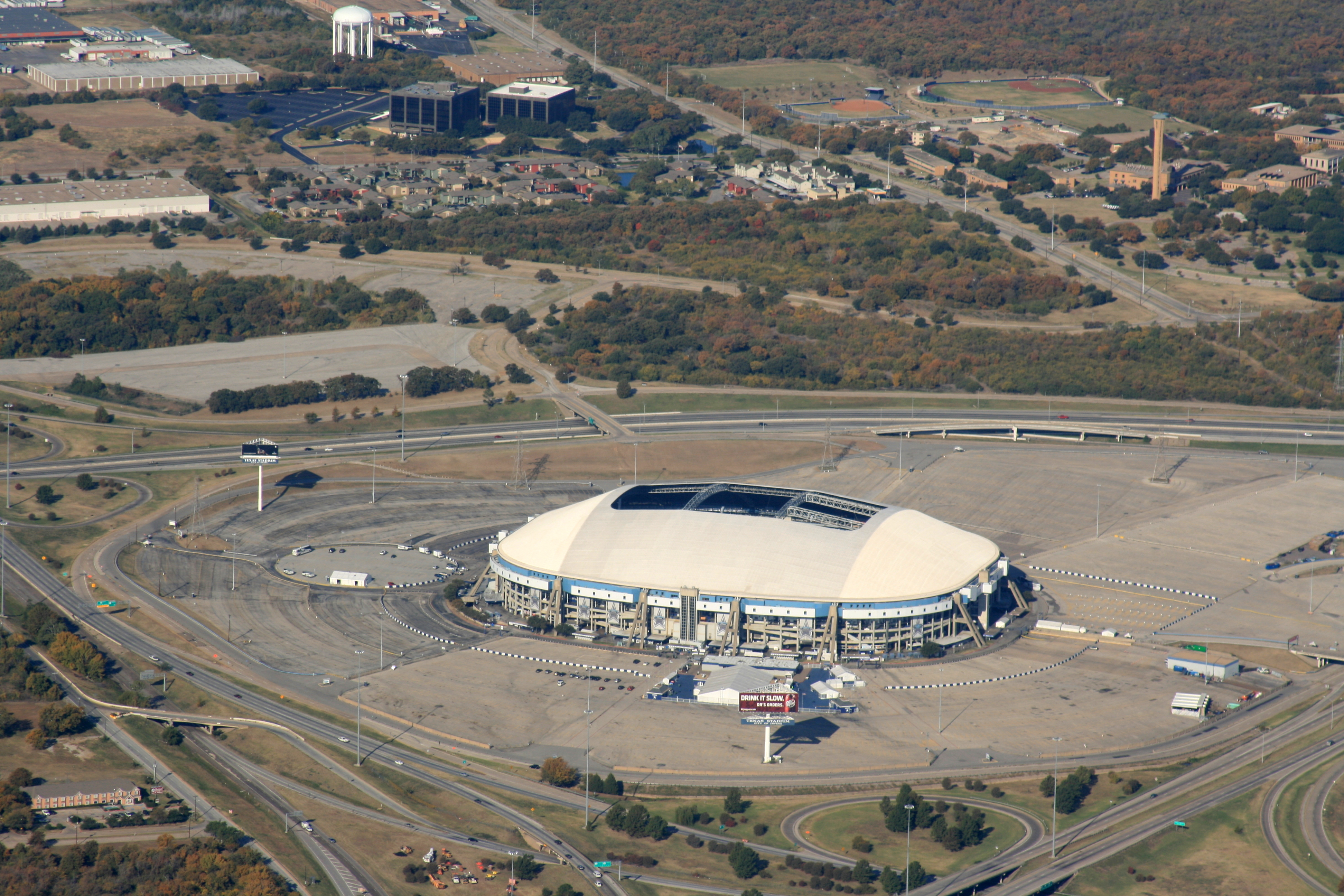
Texas Stadium — в 1971—2008 гг. домашний стадион команды Dallas Cowboys в Ирвинге

Поначалу город рос очень медленно — в 1920 году в нём насчитывалось всего 357 жителей. Значительный рост начался только в 1930-х годах. К 1960 году население города достигло 45 000 человек, развивались предприятия различного типа. В 1956 году открылся Далласский университет в Ирвинге.
В 1971 году было закончено строительство Texas Stadium, который до 2008 года был домашним стадионом для команды Dallas Cowboys («далласские ковбои»), одной из самых успешных команд Национальной футбольной лиги (американский футбол). В 2009 году был открыт новый стадион Cowboys Stadium в Арлингтоне. Texas Stadium был демонтирован 11 апреля 2010 года.
2 августа 1985 года в Ирвинге разбился самолёт Lockheed L-1011 TriStar, выполнявший рейс 191 Delta Air Lines из Форт-Лодердейла в Лос-Анджелес, у которого предполагалась промежуточная посадка в аэропорту Даллас/Форт-Уэрт. Погибли 8 из 11 членов экипажа, 126 из 152 пассажиров и один человек на земле (в сумме 135 человек).

## География и климат

Расположение Ирвинга в округе Даллас, а также округа Даллас в штате Техас

Ирвинг расположен на 32°50′50″ с. ш. 96°57′59″ з. д.. Высота центра города 147 м. Согласно Бюро переписи населения США, общая площадь города составляет 175,3 км², включая 174,2 км² суши и 1,1 км² водной поверхности.
| Климатограмма Ирвинга                                       | Климатограмма Ирвинга | Климатограмма Ирвинга | Климатограмма Ирвинга | Климатограмма Ирвинга | Климатограмма Ирвинга | Климатограмма Ирвинга | Климатограмма Ирвинга | Климатограмма Ирвинга | Климатограмма Ирвинга | Климатограмма Ирвинга | Климатограмма Ирвинга |
| ----------------------------------------------------------- | --------------------- | --------------------- | --------------------- | --------------------- | --------------------- | --------------------- | --------------------- | --------------------- | --------------------- | --------------------- | --------------------- |
| Я                                                           | Ф                     | М                     | А                     | М                     | И                     | И                     | А                     | С                     | О                     | Н                     | Д                     |
| 48.0 13 2                                                   | 58.7 16 5             | 79.5 21 9             | 87.9 25 13            | 134.6 29 18           | 99.6 33 23            | 61.7 36 25            | 55.1 36 24            | 67.2 32 21            | 118.1 26 14           | 66.3 19 8             | 64.3 14 4             |
| Температура в °C • Сумма осадков в мм Источник: Weather.com |                       |                       |                       |                       |                       |                       |                       |                       |                       |                       |                       |

Ирвинг принадлежит к влажному субтропическому региону. В среднем, июль — самый жаркий, январь — самый холодный, а май — самый дождливый месяц. Самая высокая температура 44 °C была зарегистрирована летом 1980 года, а самая низкая температура −17 °C была зарегистрирована зимой 1979 года.

## Население
Согласно переписи населения 2000 года, в Ирвинге проживали 191 615 человек, включая 76 241 домашнее хозяйство и 46 202 семьи, проживающие в городе. Плотность населения была 1100,4 человека на км².
Расовый состав:
- 64,2 % белых (включая 31,2 % латиноамериканцев)
- 10,2 % афроамериканцев
- 0,7 % коренных американцев
- 8,24 % азиатов
- 0,13 % выходцев с тихоокеанских островов
- 13,4 % других рас
- 3,2 % принадлежащих к двум или более расам

Возрастное распределение: 25,2 % — младше 18 лет, 11,9 % — от 18 до 24, 39,4 % — от 25 до 44, 17,4 % — от 45 до 64 и 6,1 % — возраста 65 лет и старше. Средний возраст — 30 лет. На каждые 100 женщин было 104,0 мужчины (для возраста с 18 лет и старше — 102,9 мужчины на 100 женщин).
Среднегодовой доход на домашнее хозяйство в городе был 44 956 долларов США, а среднегодовой доход семьи — 50 172 доллара США. Среднегодовой доход у мужчин был 35 852 доллара, а у женщин — 30 420 долларов. Среднегодовой доход на душу населения был 23 419 долларов. Примерно 8 % семей и 10,6 % населения находились ниже официального уровня бедности, включая 14,2 % тех, кому менее 18 лет, и 6,3 % тех, кому было 65 или более лет.
В 1980 году 93 % белого населения Ирвинга было нелатиноамериканского происхождения (англ. non-Hispanic). К 2009 году латиноамериканцы составляли уже большинство среди белого населения города.

## Администрация города
Структура управления Ирвинга включает в себя Городской совет, который назначает городского менеджера. В Городской совет (англ. Irving City Council) входят мэр и 8 членов.
Мэром Ирвинга с 2005 года является Герберт А. Гирс (англ. Herbert A. Gears).
Городским менеджером (англ. city manager) является Томми Гонсалес (англ. Tommy Gonzalez).

## Экономика
Согласно Полному ежегодному финансовому отчёту города, основными работодателями города являлись следующие компании и организации:
| №  | Компания/ организация    | количество сотрудников |
| -- | ------------------------ | ---------------------- |
| 1  | Citigroup, Inc.          | 5000                   |
| 2  | Citigroup Credit Company | 3795                   |
| 3  | Verizon                  | 3000                   |
| 4  | Nokia                    | 2500                   |
| 5  | Allstate                 | 2000                   |
| 6  | Central Freight Lines    | 2000                   |
| 7  | Abbott Laboratories      | 1500                   |
| 8  | Citigroup                | 1430                   |
| 9  | Zale Corporation         | 1351                   |
| 10 | Microsoft                | 1200                   |

В Ирвинге находятся головные офисы (англ. headquarters) многих крупных компаний и организаций, включая
- Chuck E. Cheese's[10] — сеть семейных развлекательных центров
- Commercial Metals[англ.][11] — производитель стали и других металлов
- ExxonMobil[12] — крупнейшая нефтяная компания
- Hostess Brands[англ.][13] — компания по распространению хлебопродуктов
- Kimberly-Clark[14] — компания по выпуску продукции для здравоохранения и гигиены
- La Quinta Inns and Suites[англ.][15] — сеть отелей
- Michaels Stores[англ.][14] — сеть магазинов
- Omni Hotels[англ.][16] — сеть отелей
- Zale Corporation[англ.][14] — компания по продаже ювелирных изделий
- Fluor Corporation[англ.][14] — крупная инженерно-строительная компания
- Freedom Airlines[17] — региональная авиакомпания (подразделение Mesa Air Group[англ.])
- Boy Scouts of America[англ.][18] — национальная организация бойскаутов

Кроме этого, в Ирвинге находятся ведущие офисы некоторых иностранных компаний:
- Nokia America[14]
- NEC America[14]
- Research In Motion (производитель BlackBerry Smartphone).

## Образование
- Среднее образование

Бо́льшая часть школ Ирвинга принадлежит Ирвингскому независимому школьному округу (англ. Irving Independent School District, IISD), хотя некоторые школы принадлежат округам Кэрролтон-Фармерс (англ. Carrollton-Farmers Branch Independent School District) и Коппелл (англ. Coppell Independent School District)). Кроме этого, есть несколько частных школ.
- Высшее образование

На территории Ирвинга находится Университет Далласа (англ. University of Dallas) и Норт-Лейк Колледж (англ. North Lake College). Кроме этого, имеются отделения Университета Финикса (англ. University of Phoenix) и Университета Деври (англ. DeVry University).

## Транспорт
- Автомобильное сообщение

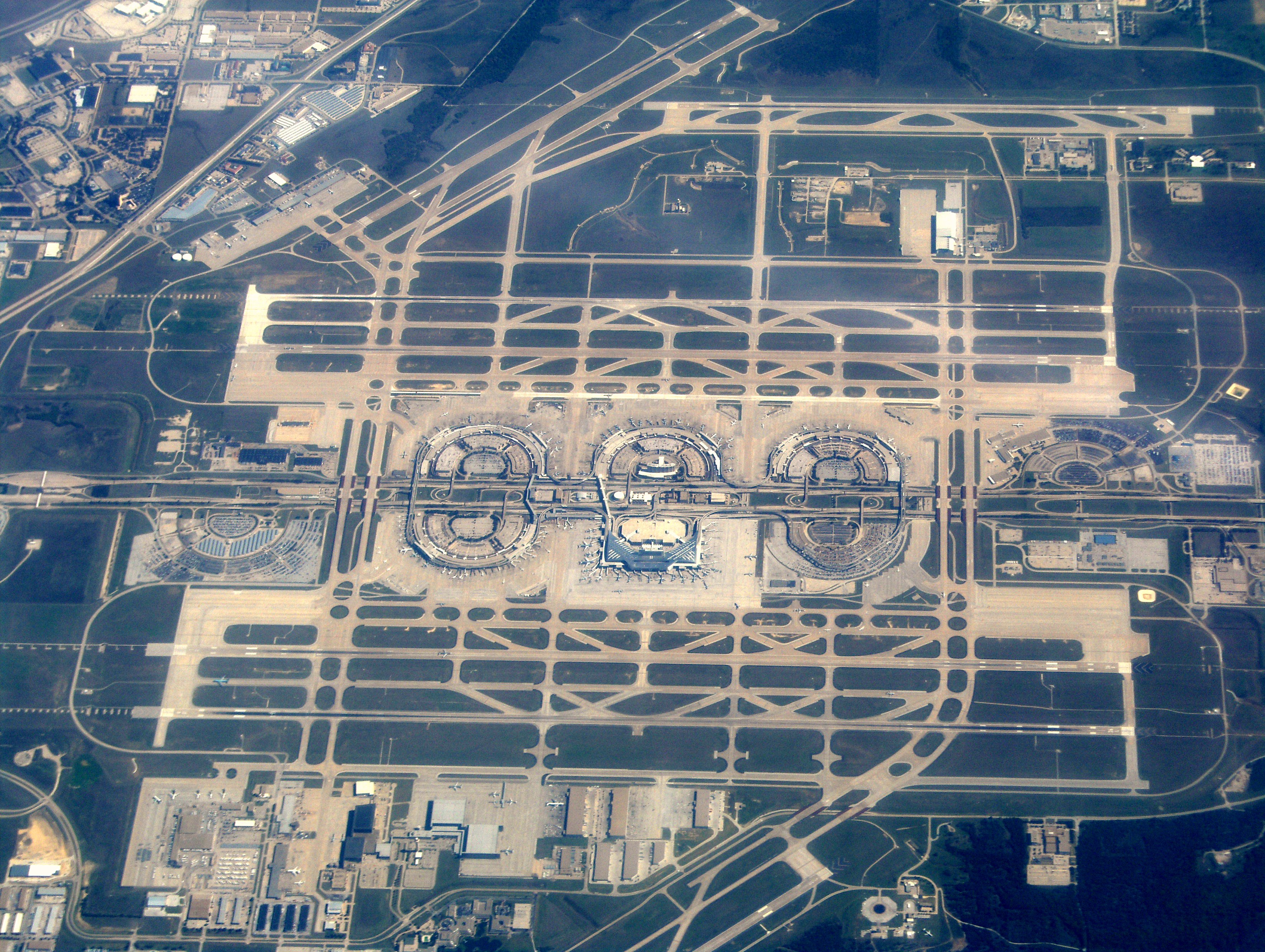
Аэропорт Даллас/Форт-Уэрт, вид с востока. Ирвинг примыкает к верхней (западной) части этого снимка

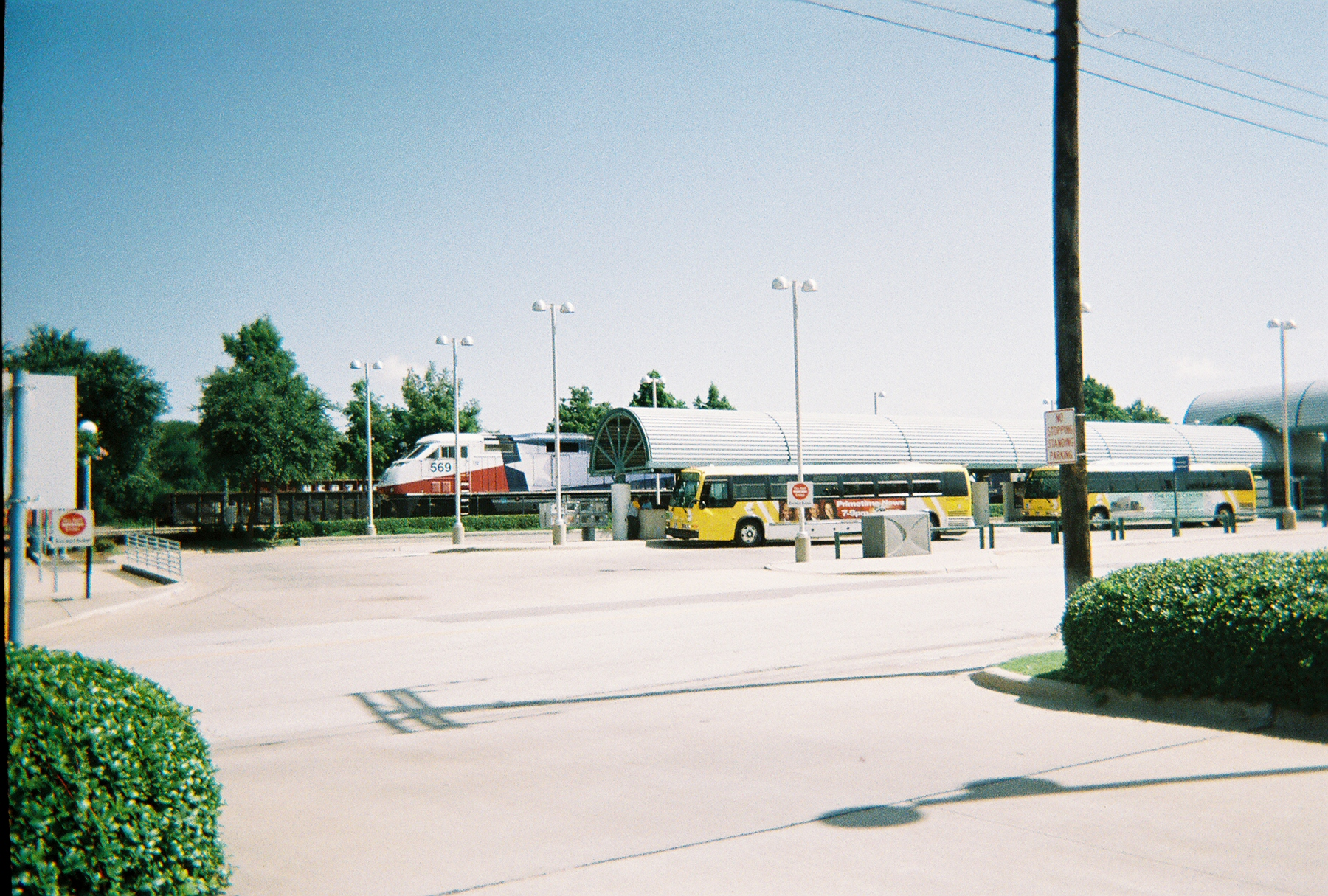
Автобусы и поезд на станции Ирвинг-Южный (South Irving Station)

  - Основные автомобильные дороги, пересекающие Ирвинг:
    -  SH 183 (англ. Texas State Highway 183 или The Airport Freeway) проходит с востока на запад через центральную часть Ирвинга, соединяя Даллас с аэропортом
    -  межштатная автомагистраль I-635 (англ. Interstate 635 или Lyndon B. Johnson (LBJ) Freeway) пресекает с востока на запад северную часть Ирвинга
    -  SH 114 (англ. Texas State Highway 114 или John Carpenter Freeway) пересекает Ирвинг с северо-запада на юго-восток
    -  SH 161 (англ. Texas State Highway 161), переходящая в платную дорогу President George Bush Turnpike — проходят через Ирвинг с юго-запада на северо-восток, пересекая SH 114 в районе Лас-Колинас

  - Основные автомобильные дороги, проходящие вблизи Ирвинга:
    -  межштатная автомагистраль I-30 (англ. Interstate 30) проходит с востока на запад вдоль южной стороны Ирвинга
    -  межштатная автомагистраль I-35E (англ. Interstate 35E) проходит с юга на север вдоль восточной стороны Ирвинга
- Местный общественный транспорт
  - Ирвинг — один из 13 городов, которые являются членами Далласского регионального транзитного агентства (англ. Dallas Area Rapid Transit, DART). Через Ирвинг проходит большое количество автобусных маршрутов, а также имеются две остановки (Ирвинг-Южный и Ирвинг-Западный) железной дороги Trinity Railway Express, по которой курсируют местные поезда между Далласом и Форт-Уэртом. Кроме этого, сооружается Оранжевая ветка (англ. Orange Line) скоростного трамвая, которая соединит Даллас с аэропортом и пройдёт через северную часть Ирвинга, включая Лас-Колинас. Планируется, что она будет открыта в 2011—2012 годах.
  - В районе Лас-Колинас функционирует транзитная система Las Colinas Area Personal Transit System
- Воздушное сообщение:
  - Международный аэропорт Даллас/Форт-Уэрт примыкает к Ирвингу с запада, так что часть территории аэропорта находится в пределах городской черты Ирвинга.